# Pere Joan Ferrer i des Torrent
Pere Joan Ferrer i des Torrent (1431 –1504) fou un noble, militar i escriptor català. La seua figura continua essent present, ja que tant els Gegants de Mataró com els de Cabrera de Mar tenen una figura a cada colla que el representa.
En esclatar al Principat de Catalunya el 1462 la guerra contra Joan II d'Aragó, Ferrer i des Torrent, que residia al castell de Burriac (Cabrera de Mar), es llença a la lluita i poc temps després anà a Perpinyà en defensa del Principat contra Lluís XI de França, dirigí les operacions amb tant d'encert, que els diputats de la Generalitat l'anomenaren capità general i governador dels comtats de Rosselló i Cerdanya. Perduda aquesta ciutat (8 de gener de 1463), Ferrer i des Torrent continuà la guerra en altres llocs d'aquells comtats, va socórrer Maó que era assetjada pels reialistes i des d'allà Amposta, també assetjada i l'octubre del mateix any assolí el comandament de les tropes destacades al Llobregat i el Penedès.
El 1464 socorregué Cervera, Besalú i altres poblacions també assistí a la presa de Torroja del Priorat. L'any següent fou elegit diputat de la Generalitat pel braç militar, i cooperà en el setge i presa de La Bisbal. El gener de 1466 va socórrer la vila de Puigcerdà, i el 6 de juliol fou nomenat capità general de l'Empordà, junt amb Juan de Armendariz. El març de 1467 fou cridat a Barcelona per a disculpar-se de diverses inculpacions, i tornat a l'Empordà, prengué part en el combat de Viladamat, on l'infant Ferran s'escapolí de caure en les mans dels catalans partidaris del Renat I.
El 1469 prengué part en el setge de Girona, a finals de 1470 assistí al setge de Cadaqués, i el 1471 es passà, junt amb altres militars, a la causa de Joan II, que li entrega en penyora la vila de Mataró, el castell de Burriac i els pobles d'Argentona, Cabrera, Vilassar i Premià que una dècada més tard s'afranquirien del domini feudal per passar al carreratge de Barcelona.
Ferrer i des Torrent prengué part en el combat de la torre Baldovina, on fou ferit; el 1472 prengué Argentona, i acabada la guerra, reedificà el castell de Burriac, convertint-lo en la seva residència habitual. El 1474 compartí amb Joan II les penalitats de la campanya del Rosselló, distingint-se pel seu valor. Com a remuneració a llurs serveis, el següent any se li concedí la jurisdicció civil i criminal sobre llurs vassalls, i des d'aquesta data continuà residint en el seu castell, on degué escriure llurs obres Pensament, inclosa en el Jardinet de Orats, i Sumari de batalla á ultrança, editada aquesta última per Francesc Carreras i Candi (Mataró, 1898), precedida d'una biografia.